# Squatina caillieti
Squatina caillieti is een vissensoort uit de familie van de Squatinidae. De wetenschappelijke naam van de soort is voor het eerst geldig gepubliceerd in 2011 door Walsh, Ebert & Compagno.